# Take It Easy
Take It Easy is de eerste single van de Eagles en is geschreven door Jackson Browne en Glenn Frey, die het ook zong. De single werd uitgegeven op 1 mei 1972 en was het openingsnummer van het debuutalbum Eagles. Het is een van de bekendste nummers van de Eagles geworden en heeft een vaste plaats op bijna alle compilatiealbums van de band verworven.
Jackson Browne begon met het schrijven van Take It Easy in 1971, oorspronkelijk voor zijn eigen debuutalbum. Zijn vriend en buurman Glenn Frey hoorde een vroegere versie van Brownes werk en vond het goed. Browne gaf hem het lied voor Freys nieuwe band. Frey werkte het tweede couplet af en het resultaat deed het goed: Take It Easy bereikte de twaalfde plaats in de Amerikaanse Billboard Hot 100.

## Andere versies
Jackson Browne nam het lied in 1973 op als belangrijkste track op zijn tweede album, For Everyman.
Take It Easy werd nog door vele andere artiesten gecoverd, onder meer Billy Mize, Johnny Rivers en Travis Tritt. Tritts versie, die opgenomen werd op het album Common Thread: The Songs of the Eagles ter ere van de Eagles, werd uitgegeven in 1993 en bereikte de 21ste plaats op de Billboard Country-hitlijst.
De versies van de Eagles en Jackson Browne verschillen op meerdere vlakken. Zo is de versie van de Eagles iets sneller en zijn er meer invloeden van countrymuziek aanwezig. Ook de bewoording verschilt hier en daar en een bekend voorbeeld is de regel die op "I'm looking for a lover, who won't blow my cover" volgt. In Brownes versie wordt die zin gevolgd door "She's just a little hard to find", terwijl de Eagles er daar voor kozen om die "just a little" te vervangen door een langgerekte "so". Ten slotte eindigt de versie van de Eagles met het alombekende "Wooooo! Wooooo!" en een herhaling van de "take it easy" uit het refrein. Brownes versie stopt met een gitaarstukje.
Omdat de versie van de Eagles internationaal veel bekender is, speelt ook Jackson Browne die vaak op zijn concerten, alhoewel veel van zijn die-hard fans de Browne-versie verkiezen.

## Standin' on the corner

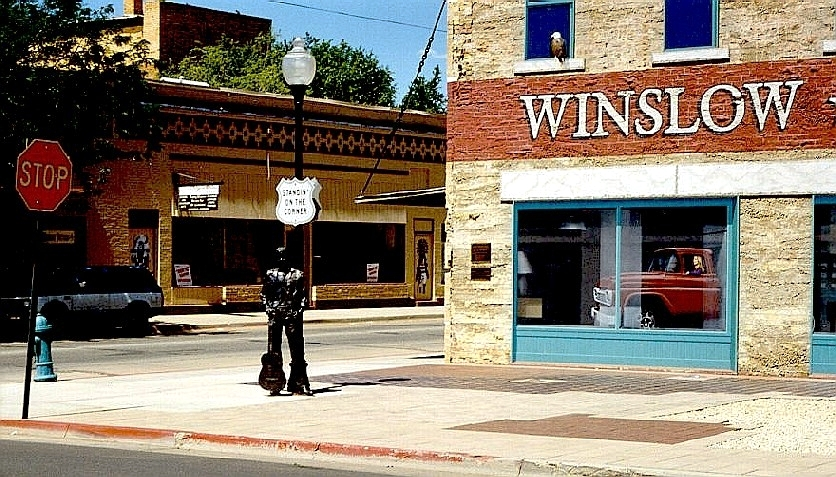
Het standbeeld en de muurschildering ter ere van Take It Easy in Winslow, Arizona.

Het tweede vers van Take It Easy speelt zich af in Winslow (Arizona), waar ter ere van het lied een levensgroot bronzen standbeeld en een muurschildering werd aangebracht, aan het zogenaamde Standin' on the Corner Park. Het standbeeld, dat volgens sommigen Jackson Browne voorstelt, leunt tegen een verlichtingspaal en houdt een akoestische gitaar geklemd tussen zijn rechterhand en rechtervoet. Boven zijn hoofd hangt een metalen bord, in de stijl van de U.S. Route-borden, waarop de woorden Standin' on the corner staan. De muurschildering op de muur achter het beeld beeldt een winkelfaçade uit, met de weerspiegeling van een Ford F-Series in de winkelruit. Op de tweede verdieping van het gebouw wordt een arend (eagle) op de vensterbank afgebeeld.
De straathoek waar deze werken zich bevinden is die van de North Kinsley Avenue en West 2nd Street in het centrum van Winslow.

## Hitnoteringen

### NPO Radio 2 Top 2000
| Nummer met noteringen in de NPO Radio 2 Top 2000 | '99 | '00 | '01 | '02 | '03 | '04 | '05 | '06 | '07 | '08 | '09 | '10 | '11 | '12 | '13 | '14 | '15 | '16 | '17 | '18 | '19 | '20 | '21 | '22 | '23 | '24 |
| ------------------------------------------------ | --- | --- | --- | --- | --- | --- | --- | --- | --- | --- | --- | --- | --- | --- | --- | --- | --- | --- | --- | --- | --- | --- | --- | --- | --- | --- |
| Take It Easy                                     | 847 | -   | 640 | 658 | 662 | 780 | 635 | 646 | 522 | 619 | 557 | 549 | 639 | 531 | 457 | 491 | 545 | 355 | 352 | 391 | 372 | 407 | 411 | 419 | 448 | 501 |

1. ↑  Een '-' betekent dat het nummer niet was genoteerd en een vetgedrukt getal geeft de hoogste notering aan.